# クマー

クマーを描いた落書き。

クマーは、2ちゃんねるで使用されるクマの姿をしたアスキーアートによるキャラクターである。「クマー!!」と叫んでいる姿で掲示板内に貼り付けられることが多い。

## 概要
2000年（平成12年）頃にウェブ上で話題となった「砕氷船から釣りをしていて引っかかった魚に食い付いたせいで、自分が釣られて豪快に引きずられた白クマの写真」を元ネタとして、モナーから派生したモナーサイズのAAだったが、後にPS2のゲーム『くまうた』に登場する白熊のアスキーアートが使用されるようになり定着した。2004年（平成16年）秋頃、クマが人里へ出没するニュースが相次ぐ中で流行していった。2005年（平成17年）には『ふたりはプリキュア』と強引に関連付けたFLASHムービー「ふたりはプリクマ」なるものも作られている。
2006年（平成18年）、宇多田ヒカルの作詞作曲した『ぼくはくま』の歌詞がクマーのAAを連想させることから話題となり『みんなのうた』で放送された際にはNHK実況板のスレッドでクマーのAAが多数貼られたほか、ニュース速報 (VIP) 板、AAサロン板にスレッドが立つなどした。株式板では「もーあかん、、、損しまくり、、」スレでこのアスキーアートが多用されたことがきっかけとなり、儲けられない人が「クマ」と呼ばれるようになった。
流行の中で様々な仕種のクマーが作成されており、2009年には地デジカに掛けて、アンテナを頭につけた「アナログマ」なるキャラが作成されブームを呼んだ。「インコー」や十二支など様々な動物のバリエーションも派生した。
2009年（平成21年）、koushirouがクマーのAAを使用し、商品展開することを発表した。その商品の一つとして、ザブングルの加藤歩が、 7月8日に配信される着うたフル「アナロ熊の“カッチカチやぞ！”」で歌手デビューすることが判明している。
また、福岡市消費生活センター作成の啓発リーフレットにもおでこの部分に「消」の文字がついたクマーAAが登場している。

## 日本国外におけるクマー
英語圏においては、主に4chanなどのBBSではPedobear（ペドベアー）として知られる。これは「ペド（Pedo、幼児性愛）のクマ（bear）」を意味するが、「クマー」AAを幼児ポルノ画像へのリンクとセットにして貼り付けるという荒らし行為が英語圏のBBSで多発したためである。日本国外のパソコンでは日本語フォントを利用したアスキーアートを表示できないことが多いので、加工された画像がよく用いられる。しかし、英語圏の「PedoBear」とは異なり、日本の「クマー」には性的・小児性愛的な意味合いはない。 
インターネットの外でも、アメリカ・カリフォルニア州の一部の保安官事務所が小児性愛の象徴としてペドベアーに対する注意を呼びかけるチラシを配布したり、2010年、バンクーバーオリンピックの公式マスコットキャラクターについて報じたポーランドの新聞 Gazeta Olsztyska が、マスコットにペドベアーを加えたネット上のネタ画像を誤って掲載してしまったり、2010年4月のローマ教皇ベネディクト16世のマルタ訪問の際にカトリック教会の性的虐待事件に抗議する何者かが教皇歓迎の看板にペドベアーの落書きをしたり、アメリカの保守系コラムニスト・パット・ブキャナンが執筆したバラク・オバマ政権発足当初を振り返るコラムの口絵に混ざり込んだりするなど、さまざまな影響を与えている。

## 誕生の経緯
クマーの作者は、2ch当初からのアスキーアート職人、ぶるー3である。ひろゆきに顔文字板（顔文字専用掲示板）の作成を嘆願したのもぶるー3である。ぶるー3が作成しメッセンジャーソフトで「見廻りくま」に送ったものが投稿されたとのこと。下記のURL「くまくま━━━━━━ヽ（ ・(ｪ)・ ）ノ━━━━━━ !!!のサルベージ」のレス、591番を参照すると確認できる。厳密にはぶるー3は先にバリエーションとされるインコーを作り、後にそれを改造しクマーを作成した。

## 特徴
釣りレスに対して「そんな餌に俺様が釣られクマー」と言いながら釣られていたり、しけた釣りに対しては「しけた釣りだクマー」と言って餌をもぎ取る。黙って餌だけもぎ取って食べてしまうこともある。闘争本能が高いらしく、よくクマー同士やヌケドナノレド、カーネノレ、時にはスカイフィッシュと殴りあうことがある。

## AAによる表現
```
　　 ∩＿＿＿∩
　　 | ノ　　　　　 ヽ
　　/　　●　　　● |　クマ──！！
　 |　　　　( _●_)　 ミ
　彡､　　　|∪|　　､｀＼
/　＿＿　 ヽノ　/´>　 )
(＿＿＿）　　　/　(_／
　|　　　　　　 /
　|　　／＼　＼
　|　/　　　 )　 )
　∪　　　 （　 ＼
　　　　　　 ＼＿) 

　　　　　　　　　　　　　　 .| 　 
　　　　　　　　　　　　　　 .| 　 
　　 　∩＿＿＿∩　　　　| 　 
　　　 | ノ＼　　 ,＿ ヽ　　.| 　 
　　　/　　●゛　　● | 　 .J 　 
　　 |　∪　　( _●_)　ミ　 
　　彡､　　　|∪|　　 |　　　　　 
　/　　　　 ∩ノ ⊃　 ヽ 
　(　 ＼　／ ＿ノ　|　 | 
　 ＼　 "　 ／　　｜　| 
　　　＼ ／￣￣￣ ／ 
　　　　　￣￣￣￣ 

　　　　　　　　　　 　 　 　 　 　 　 　 　 　 | 
　　　　　　　　　　 　 　 　 　 　 　 　 　 　 | 
　　　　　 ∩＿＿＿∩　　　　　　 　 　 　 | 
　　　　　 | ノ　 _,　　,_ ヽ　　　　 　 　（（　 |　ﾌﾟﾗﾌﾟﾗ 
　　　　 /　　●　　　● |　　　　　　　　　(=) 
　　　　 |　　　　( _●_)　 ミ　＿　(⌒)　 　J　　）） 
　　　　彡､　　　|∪|　 ノ 
⊂⌒ヽ　/　　　 ヽノ　 ヽ /⌒つ 
　 ＼　ヽ　 /　　 　 　 　 ヽ　/ 
　　　＼_,,ノ　　　　　　|､＿ノ 

　　　　　　　　　　　　　　　　　　　　　　　　/ 
　　　　　　　　　　　　　　　　　ぷちっ 　　/ 
　　　　　　　　 ∩＿＿＿∩　　.　 　从　/ 
　　　　　　　　 | ノ　 　　　　 ヽ　　　　　 / 
　　　　　　　　/　　●　　　● |　　(=)ヽし 
　　　　　　　 |　　　　( _●_)　 ミ／ ｀　ﾉ 
　　　　　　　彡､　　　|∪|　　ノ　　 ／ 
　　　　　　　　　/　　 ヽノ　 　　 ／　　ﾉﾉ 
　 　　　　　　　/　　 　 　　 　／ 
　　　　　　　 /　　　　　　　 / 

　　　　　　　　　　　ムシャ　　　　　　　　　| 
　　　　　　　　　　　　　ムシャ　　　　　　　| 
　　　　　 ∩＿＿＿∩　　 　 　 　 　 　　　|　　ぷらぷら 
　　　　　 | ノ　 　　　　ヽ　　　　 　 　（（ 　 | 
　　　　　/　　●　　　● |　　　　　　　　　J　　）） 
.　（（　　|　　　　( _●_)　 ミ　・ 
　　　　彡､　　　|∪}=) ,ノ　∴ 
　　　　　/　　　 ヽ/＾ヽ　ヽ 　。 
　　　　　|　　 　 　ヽ　＼　| 
　　　　　|　　　　　　ヽ＿_ﾉ 

　　　　　＼　　　∩─ｰ､ 　　　====
　　　　　　 ＼／　●　､_ ｀ヽ 　　======
　　　　　　　/ ＼(　●　 ● |つ
　　　　　　　|　　 X_入__ノ 　 ミ　　　そんな餌で俺様が釣られクマ――
　　　　　 　　 ､　(＿／　　　ノ　/⌒l
　　　　　　　 /＼＿＿＿ノﾞ＿/　 /　　=====
　　　　　　　　〈　　　　　　　　 ＿_ノ　　====
　　　　　　　 ＼　＼＿　　　　＼
　　　　　　　　　＼＿__）　　　　　＼　　　======　　　(´⌒
　　　　　　　　　　　　＼　　 ＿＿_ ＼＿＿　　(´⌒;;(´⌒;;
　　　　　　　　　　　　　 ＼＿＿＿）＿＿＿）(´;;⌒　 (´⌒;;　　ズザザザ
```